# Пенко Маринов
Пенко Стоянов Маринов е български офицер, инженер, генерал-майор.

## Биография
Роден е на 27 декември 1933 г. в севлиевското село Душево. Завършва Народното военно училище във Велико Търново с профил „танкист-строеви“. Назначен е в девета танкова дивизия в Горна Баня. Известно време служи в тринадесета танкова бригада в Сливен. По-късно учи във Военната академия на Бронетанковите войски в Москва и я завършва с отличие. След това служи в Командване Сухопътни войски. Бил е заместник-командващ въоръжението и техниката на трета армия.